# Georges Brassens raconte Jean Le Loup de René Fallet
Georges Brassens raconte Jean Le Loup de René Fallet est un triple CD posthume de Georges Brassens, il sort en 2007. Publié par RTE et Europe 1, l'ensemble propose le conte radiophonique Jean Le Loup écrit par René Fallet et diffusé sous forme de feuilleton sur Europe 1, entre le 21 novembre 1955 et le 13 février 1956. Le chanteur et ami de l'écrivain, Georges Brassens en est le narrateur et plusieurs de ses chansons parsèment le récit. 

## Historique
- Source : Livret du triple CD Georges Brassens raconte Jean Le Loup de Renet Fallet

Georges Brassens et René Fallet se rencontrent pour la première fois en 1953 et immédiatement, ils se lient d'une amitié qui perdurera toutes leurs vies.
Depuis les débuts de Georges Brassens en 1952, plusieurs de ses chansons (à l'exemple de Le gorille), sont jugés provocantes et même indécentes et sont interdites de diffusion. Or, dès les débuts de la station Europe no 1 en 1955, le directeur des programmes Lucien Morisse décide que l'intégralité des chansons de Brassens sera diffusée. Cette décision appréciée par l'intéressé, marque les débuts d'une longue et durable collaboration entre Europe no 1 et le chanteur, qui fidèlement viendra souvent dans les studios pour présenter ses nouveaux titres, avant de les enregistrer pour une diffusion discographique.
Fin 1955, la radio programme les différents épisodes de l'histoire Jean Le Loup écrite par René Fallet. Durant treize semaines à l'antenne, la voix et les chansons de Brassens donnent corps au personnage.
Pour réaliser ce projet, Georges Brassens enregistre dans les studios d'Europe no 1 plusieurs chansons. On signalera notamment les inédits que sont :

Le bricoleur, chanson que Brassens a écrite pour Patachou (dont elle a fait un succès), et dont l'auteur donne ici sa propre interprétation. Cette unique version studio par Brassens est restée inédite jusqu'à ce jour (on trouvera une autre version de ce titre chanté par Brassens sur l'album posthume Il n'y a d'honnête que le bonheur).

L'enterrement de Verlaine, ici en version chanté est également totalement inédit ; Georges Brassens enregistrera ce titre dans une version parlée en 1961 sur un super 45 tours en hommage à Paul Fort.

On soulignera que la chanson Les sabots d'Hélène est deux fois utilisée : le premier épisode propose la version sortie sur disque en 1954, tandis que l'épisode 11 diffuse une version alternative enregistrée dans les studios d'Europe No 1.

Le titre Amours d'antan est enregistré pour la première fois à cette occasion (il ne sera enregistré et diffusé sur disque qu'en 1962, album Les Trompettes de la renommée).

La musique de la chanson La Mauvaise Réputation sert de générique à l'émission.
Jean Le Loup est diffusé entre le 21 novembre 1955 et le 13 février 1956. L'édition posthume en CD, ne peut restituer l'intégrale du conte de René Fallet, en effet, les émissions 5 et 12 sont perdues.
Le CD 3 de la présente édition, propose également l'intégralité de l'entretien (réalisé par Jean Serge), le 24 février 1967 sur Europe no 1, de Georges Brassens et René Fallet, à l'occasion de la sortie du livre que de dernier consacre à son ami : Brassens (éditions Denoël).

## Titres
- Les chansons interprétées par Brassens sont annotées en caractères gras.

Paroles et musiques de Georges Brassens sauf indications contraires.

Les titres marqués d'un * sont enregistrés à Europe 1.
- Texte de Jean Le Loup, René Fallet.

- CD1 : Émissions 1, 2, 3, 4 et 6 (rappel, l'émission 5 est perdue)

| 1.  | La Mauvaise réputation (indicatif)         |                        | 0:35 |
| 2.  | Présentation                               |                        | 0:39 |
| 3.  | Un village ordinaire                       |                        | 1:29 |
| 4.  | Les sabots d'Hélène                        |                        | 2:40 |
| 5.  | Le pain                                    |                        | 1:08 |
| 6.  | Chanson pour l'Auvergnat                   |                        | 2:52 |
| 7.  | Le malvenu                                 |                        | 1:08 |
| 8.  | La mauvaise réputation                     |                        | 2:07 |
| 9.  | Résumé                                     |                        | 0:16 |
| 10. | Le canard volé                             |                        | 1:21 |
| 11. | La cane de Jeanne *                        |                        | 1:23 |
| 12. | Le jugement                                |                        | 1:37 |
| 13. | Les croquants *                            |                        | 2:19 |
| 14. | À l'abri                                   |                        | 1:07 |
| 15. | La chasse aux papillons *                  |                        | 1:57 |
| 16. | Résumé                                     |                        | 0:26 |
| 17. | Le boulanger au grand cœur                 |                        | 1:04 |
| 18. | Le petit cheval *                          | Paul Fort (poème de)   | 2:12 |
| 19. | Le Loup et le Petit Chaperon Rouge         |                        | 0:57 |
| 20. | Il suffit de passer le pont                |                        | 1:54 |
| 21. | Je m'appelle Marguerite                    |                        | 1:54 |
| 22. | Brave Margot *                             |                        | 3:16 |
| 23. | Résumé                                     |                        | 0:23 |
| 24. | Jean Le Loup et la reine Marguerite        |                        | 1:26 |
| 25. | Je me suis fait tout petit *               |                        | 2:59 |
| 26. | Blanchette au pré                          |                        | 1:38 |
| 27. | Une jolie fleur (dans une peau de vache) * |                        | 2:30 |
| 28. | L'apparition                               |                        | 1:46 |
| 29. | Comme hier                                 | Paul Fort (poème de)   | 1:37 |
| 30. | Résumé                                     |                        | 0:55 |
| 31. | Le marché du brigadier                     |                        | 2:11 |
| 32. | La mauvaise herbe                          |                        | 2:52 |
| 33. | La confession                              |                        | 1:17 |
| 34. | La marine *                                | Paul Fort (poème de)   | 2:21 |
| 35. | Le baiser                                  |                        | 0:41 |
| 36. | La légende de la nonne *                   | Victor Hugo (poème de) | 3:02 |
| 37. | La Mauvaise réputation (indicatif)         |                        | 0:34 |

- CD2 : Émissions 7, 8, 9, 10 et 11 (rappel, l'émission 12 est perdue)

| 1.  | La Mauvaise réputation (indicatif)                     |                             | 0:35 |
| 2.  | Résumé                                                 |                             | 0:46 |
| 3.  | Goubi                                                  |                             | 2:29 |
| 4.  | La parapluie *                                         |                             | 2:20 |
| 5.  | Le rendez-vous                                         |                             | 0:59 |
| 6.  | J'ai rendez-vous avec vous *                           |                             | 1:53 |
| 7.  | L'ami Goubi                                            |                             | 1:11 |
| 8.  | Le fossoyeur *                                         |                             | 3:08 |
| 9.  | Résumé                                                 |                             | :26  |
| 10. | La fontaine                                            |                             | 2:01 |
| 11. | L'enterrement de Verlaine * (version chantée, inédite) | Paul Fort (poème de)        | 2:06 |
| 12. | La rencontre                                           |                             | 1:39 |
| 13. | Les amoureux des bancs publics *                       |                             | 2:44 |
| 14. | Désillusions                                           |                             | 1:19 |
| 15. | Il n'y a pas d'amour heureux *                         | Louis Aragon (poème de)     | 3:05 |
| 16. | Le rendez-vous manqué                                  |                             | 1:05 |
| 17. | Pauvre Martin *                                        |                             | 1:36 |
| 18. | La lettre                                              |                             | 1:48 |
| 19. | La première fille qu'on a pris dans ses bras *         |                             | 2:21 |
| 20. | L'amoureux transi                                      |                             | 1:28 |
| 21. | Les amours d'antan * (inédit, premier enregistrement)  |                             | 2:00 |
| 22. | Le billet à Marguerite                                 |                             | 1:07 |
| 23. | Le vent *                                              |                             | 1:15 |
| 24. | Vague à l'âme                                          |                             | 1:43 |
| 25. | Le bricoleur * (inédite, unique version studio)        | Eugène Metehen (musique de) | 2:07 |
| 26. | La déchirure                                           |                             | 1:42 |
| 27. | Auprès de mon arbre *                                  |                             | 3:13 |
| 28. | Résumé                                                 |                             | 0:36 |
| 29. | Les forains                                            |                             | 1:18 |
| 30. | Les croquants *                                        |                             | 2:36 |
| 31. | Fin d'une idylle                                       |                             | 1:38 |
| 32. | Les sabots d'Hélène *                                  |                             | 2:42 |
| 33. | Au revoir                                              |                             | 1:19 |
| 34. | Le gorille *                                           |                             | 3:19 |
| 35. | La Mauvaise réputation (indicatif)                     |                             | 0:36 |

- CD3 : Émission 13 (piste de 1 à 10)
- Les pistes de 11 à 33 (non répertoriées ici), proposent l'entretien de Georges Brassens et René Fallet, réalisé par Jean Serge (alors directeur de la promotion d'Europe 1 et ami des deux hommes[1]), le 24 février 1967, à l'occasion de la sortie du livre de Fallet Brassens.

| 1.  | La Mauvaise réputation (indicatif) |  | 0:35 |
| 2.  | Résumé                             |  | 0:24 |
| 3.  | Retour au sources                  |  | 0:57 |
| 4.  | Je suis un voyou *                 |  | 2:37 |
| 5.  | Ode à la liberté                   |  | 2:37 |
| 6.  | Corne d'aurochs *                  |  | 2:58 |
| 7.  | En route vers l'amitié             |  | 1:26 |
| 8.  | Le testament *                     |  | 3:59 |
| 9.  | Conclusion                         |  | 0:31 |
| 10. | La Mauvaise réputation (indicatif) |  | 0:34 |